# 千葉一磨
千葉一磨（ちばかずま、1996年2月12日—）是出身於日本神奈川縣的童星，屬於ニチエンプロダクション的一員。
血型是O型,身高166公分。興趣是網球、魔術、搞笑、唱歌。特技是彈鋼琴與劍玉球。2002年以童星身分出道,演出永旺與ECC的廣告。2006年度開始在『天才兒童MAX』中作為TV戰士演出中。

## 天才兒童MAX
- 在2006年新人談話的自我介紹中 ,以「我的野心」為題,說自己「希望當上班長」。理由是「如此一來可以感覺到自己變得偉大多了」,但似乎每次都以很大票數的差距輸給了競選對手。似乎也希望當上同年級TV戰士(川崎樹音・藤田Ryan・笠原拓巳・小關裕太・細田羅夢)中的領導者。除了像這樣與其年紀相符的孩子般發言之外, 也有像是在『知識の泉』、『ワガママ放題！勝手議会』、『やたら★めったら地球未来研究所』中冷靜表達意見的一面。
- 在2006年度TV戰士中是個子最小的,其本人似乎很在意的樣子。在單元裡遇到有人說「因為一磨還小的關係…」之類的話時,就會回應「我是大的」。另外也說過「（我的）心是大的」。之後,「大」成為了他的代名詞。在2006年度的『這裡是「週刊優克迪爾」編輯部』中,以「僕はビッグ！！(我是大的!!)」為題,表示他在前些日子終於如願以償地當上了班長,並展示了之前在學校競選時所說的「一切都交給我吧!」之演說。
- 『紙飛機達陣賽』中,作為「ムサシ・ジョウネッツ」隊的一員參加比賽。然而或許是受到個子較小的不利條件影響,並沒有辦法在比賽場上盡情活躍。即使如此,卻還是為了隊伍的勝利而拚命練習,有著勤奮之一面。在比賽中常有如口頭禪般地連續說著「俺にぃー任せとけぇー!!(一切都交-給我吧!!)」的台詞（這句話可能出自於原田泰造）。這句台詞有時候也會在其他單元出現。另外從第三回合賽開始,表演了「一磨舞(かずまダンス)」,並表明要以「王者一磨(キングかずま)」（這個詞顯然是出自於三浦知良）這個不輸於「紙飛機達陣賽的女神」的稱號為目標。

### 演出作品
- 天才兒童MAX（2006年～演出中)
- 日本電視台『女王的教室』（2006年）
- TBS『流星花園』（2005年）
- NHK総合『秘太刀馬の骨』銀次郎幼少時代役（2005年）

## 外部連結
- ニチエンプロダクション